# Hipposideros inornatus
Hipposideros inornatus — є одним з видів кажанів родини Hipposideridae.

## Поширення
Країни поширення: Австралія. Проживає в мусонних лісах, евкаліптових лісах, лісових масивах і відкриті пустках зазвичай близька до води. Спочиває у печерах або занедбаних штольнях. Найбільш відоме місце спочинку, можливо, містить від 20 до 50 осіб. Поживою є жуки, міль, таргани.

## Загрози та охорона
Потенційно загрожує втрата відповідних місць спочинку в шахтах. Цей вид відомий з двох національних парків.